# Negroide

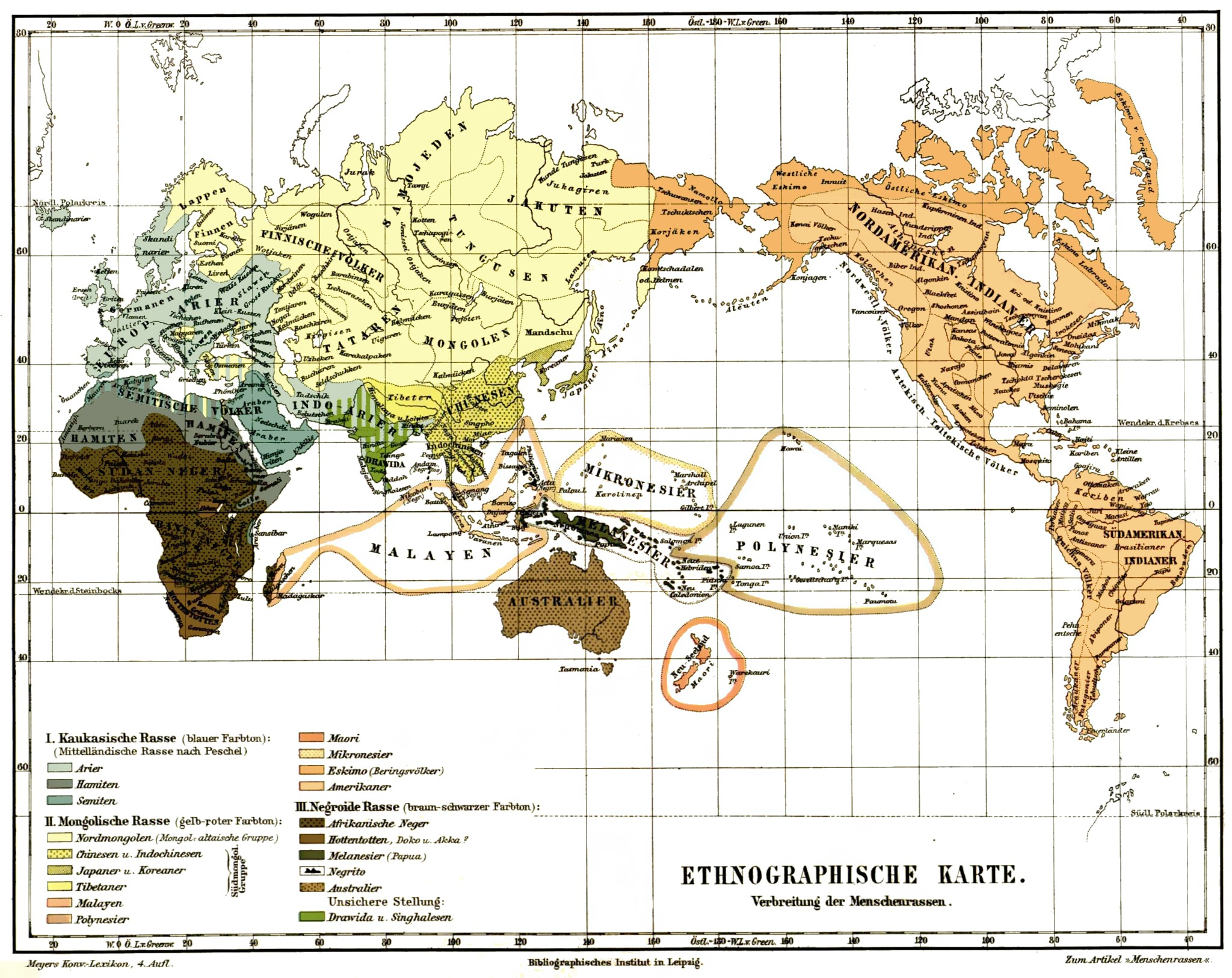
Las tres mayores razas de acuerdo a la enciclopedia alemana Meyers Konversations-Lexikon de 1885-1890. Los subtipos de la raza negroide se muestran en tonos marrones.

Los términos raza negroide y raza negra se utilizaban para los pueblos de África subsahariana en el contexto de un modelo ahora obsoleto de dividir la humanidad en diferentes razas, hoy considerado racismo. Estas poblaciones comparten ciertos rasgos fenotípicos como la pigmentación oscura.[cita requerida]
Antiguamente, los aborígenes australianos, los melanesios y los negritos fueron incluidos en la raza negroide en la antropología y cartografía popular. Sin embargo, ya en 1870, Thomas Huxley sugirió que los aborígenes australianos, los negritos y los melanesios, así como los papúes (los habitantes de Nueva Guinea), debían ser referidos como una raza separada conocida como australoide. Esto se había convertido en una práctica general en la década de 1940.
Carleton Stevens Coon rechazó la noción de una raza negroide unificada en su libro de 1962 llamado El origen de las razas, en el cual divide la población africana negra en una raza "congoide" y otra "capoide".
Hoy existe un amplio consenso científico de que no existen razas humanas en un sentido biológico y que el concepto de razas distintas está enraizado en procesos sociopolíticos e históricos más que en la observación empírica.

Las razas no existen, ni biológicamente ni científicamente. Los hombres por su origen común, pertenecen al mismo repertorio genético. Las variaciones que podemos constatar no son el resultado de genes diferentes. Si de "razas" se tratara, hay una sola "raza": la humana.
José Marín Gonzáles

## Historia del concepto
En la antropología física del siglo XIX y de la primera mitad del siglo XX, la raza negroide era una de las tres, cuatro o cinco clasificaciones raciales generales de los seres humanos — caucasoide, mongoloide, negroide y a veces capoide, australoide, amerindia. Bajo este esquema de clasificación, que tiene sus raíces en la obra de Johann Friedrich Blumenbach (1752-1840), los seres humanos son divisibles en amplios subgrupos basados en características fenotípicas como la morfología craneal y esquelética.

## Descripción

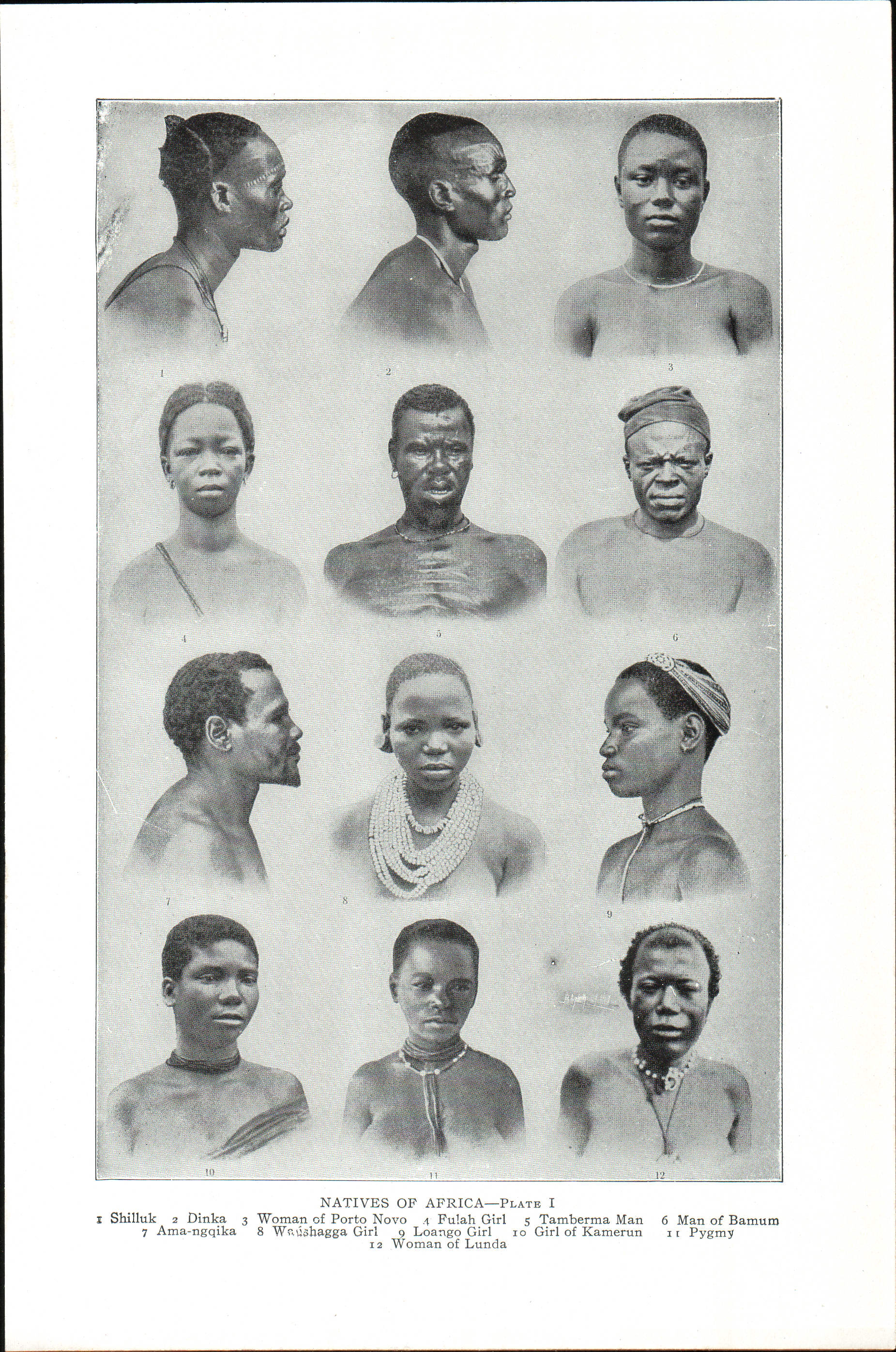
Tipos de africanos según un libro de 1914.

Los "Negroides" han sido descrito, por lo general, por tener una tez muy oscura, cabeza alargada, frente ligeramente abombada, nariz chata y más ancha, ojos oscuros, labios más gruesos, pelo oscuro y rizado, piernas largas y estatura elevada.
Ashley Montagu catalogó "los rasgos estructurales neoténicos en que ... los negroides difieren de los caucasoides ... la nariz achatada, la raíz plana de la nariz, las orejas más estrechas, las articulaciones más estrechas, el cráneo con eminencias frontales, el cierre tardío de las suturas premaxilares, la menor vellosidad, las pestañas más largas, [y] el patrón cruciforme de los segundos y terceros molares" 

## Carleton S. Coon
Extensiones posteriores de la terminología, como en El origen de las razas, de Carleton S. Coon, colocan esta teoría en un contexto evolutivo. Coon divide la especie Homo sapiens en cinco grupos, caucasoide, capoide, congoide, australoide y mongoloide, basado en el momento supuesto de su evolución del homo erectus. Colocó la raza capoide como una entidad racial separada y etiquetó las dos divisiones principales de lo que llamó la raza congoide como los "negros africanos" y los "pigmeos", dividió a los indígenas africanos en estos dos grupos distintos en función de su fecha de origen y a una clasificación floja de mera apariencia — sin embargo, esto llevó a un desacuerdo entre los enfoques que datan de divergencia y a los resultados contradictorios consiguientes.